# Piéride du réséda
Pontia daplidice · Marbré-de-vert
Espèce
Statut de conservation UICN

 LC  : Préoccupation mineure
La Piéride du réséda ou le Marbré-de-vert (Pontia daplidice) est une espèce paléarctique de lépidoptères (papillons) de la famille des Pieridae et de la sous-famille des Pierinae.
Elle tire son nom d'une des plantes nourricières de ses chenilles, le Réséda jaune.

## Noms vulgaires
- En français : le Marbré-de-vert, la Piéride du réséda, ou plus rarement le Marbré, la Piéride marbrée ou la Piéride du radis[1].
- En anglais : Bath white[2].
- En néerlandais : Resedawitje.

## Description

### Papillon
L'imago de Pontia daplidice est un papillon de taille moyenne, dont la longueur de l'aile antérieure varie de 19 à 24 mm. Le dessus des ailes est de couleur majoritairement blanche, avec l'apex des ailes antérieures taché de noir, une tache discoïdale noire à l'aile antérieure, et des marbrures grises et noires à l'aile postérieure.
La génération printanière a le dessous des ailes postérieures vert foncé et la tache discoïdale atteint le bord du dessus de l'aile antérieure, tandis que la génération estivale a le dessous de l'aile antérieure vert jaune et la tache discoïdale ne touche plus le bord de l'aile. Les spécimens femelles sont plus chargés de noir que les spécimens mâles.
Cette espèce et l'espèce voisine Pontia edusa sont indiscernables par leurs caractères externes, mais elles résident généralement dans des régions différentes.

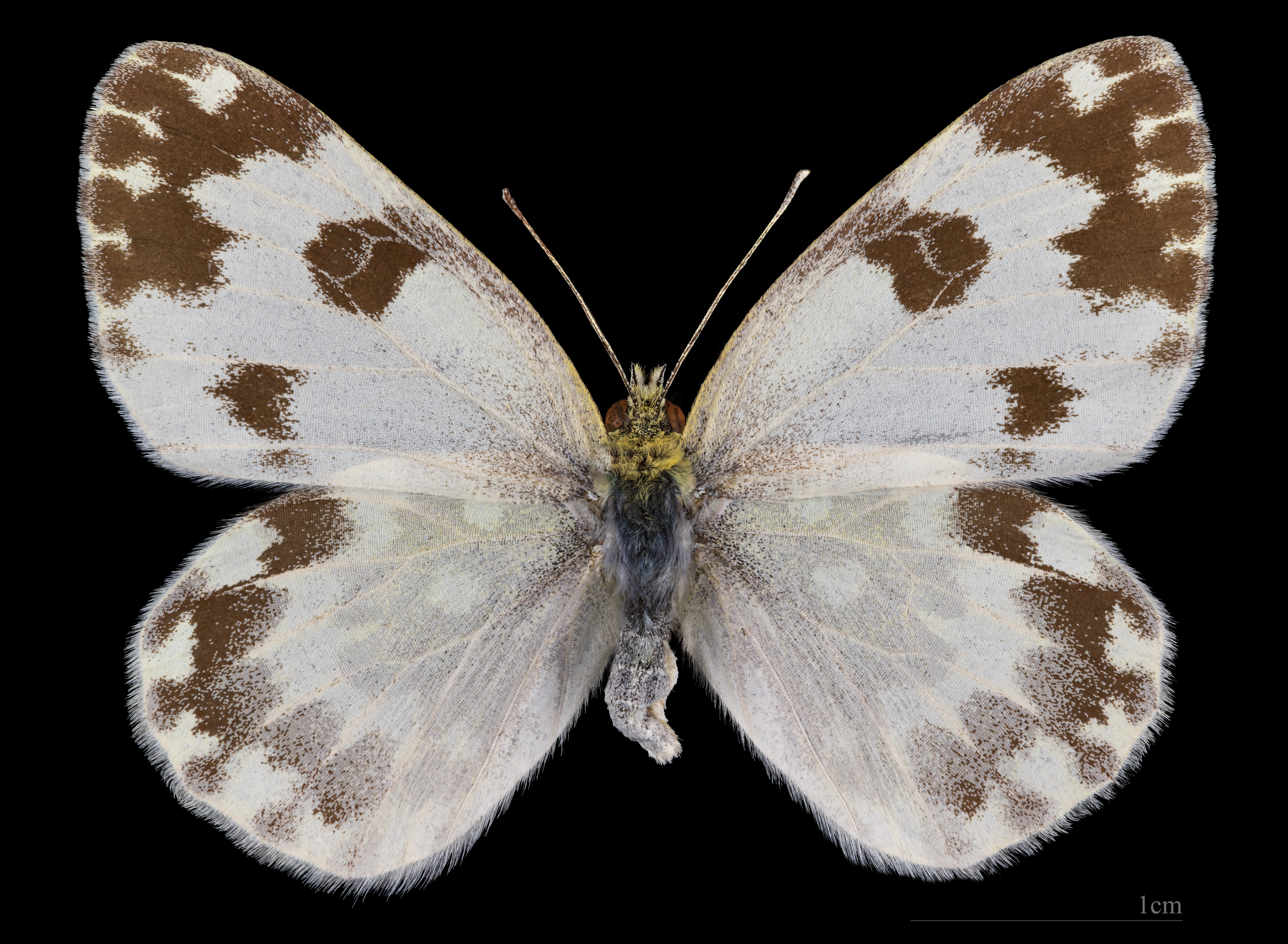
Pontia daplidice ♀  MHNT
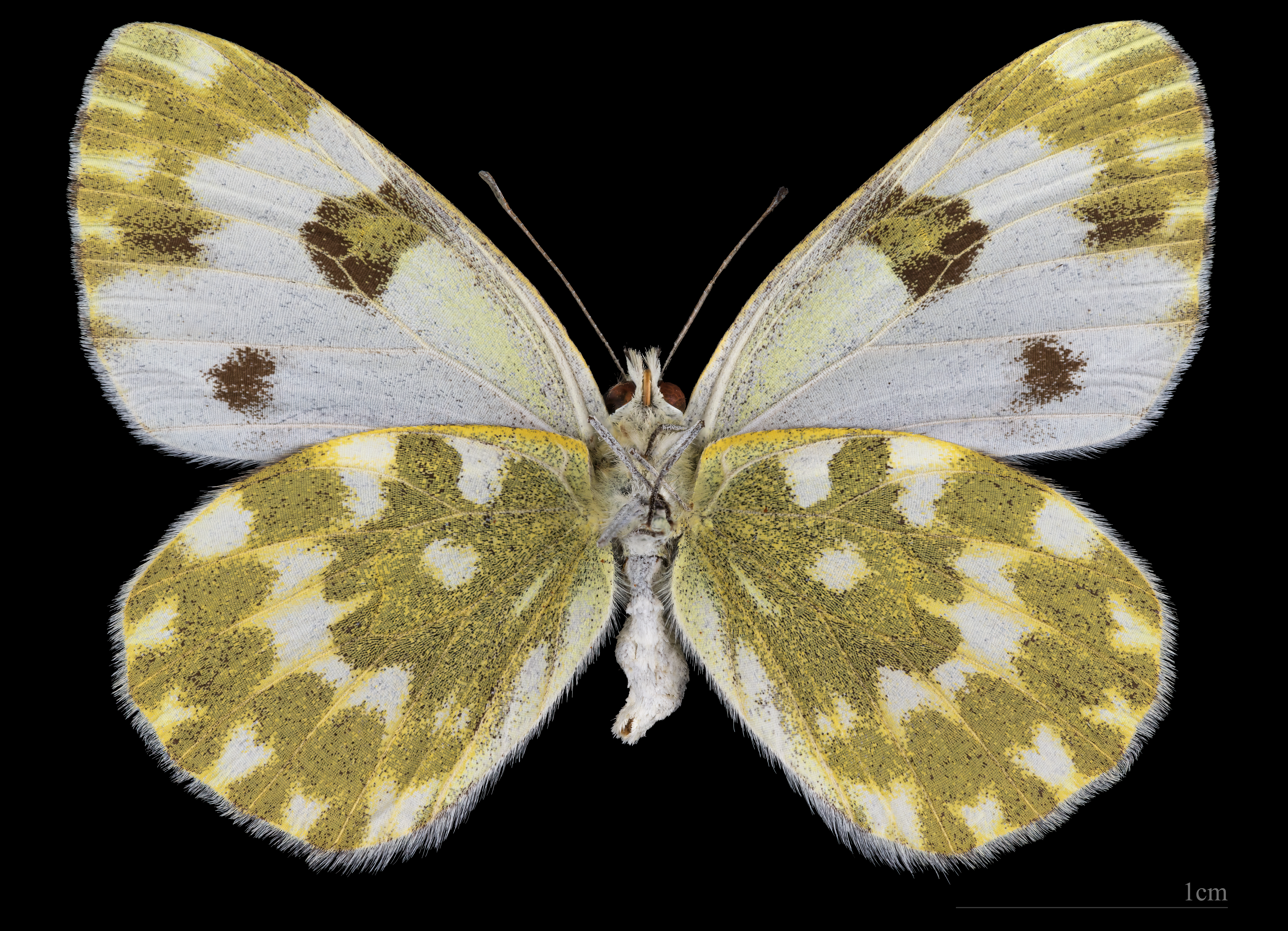
Pontia daplidice ♀  △ MHNT

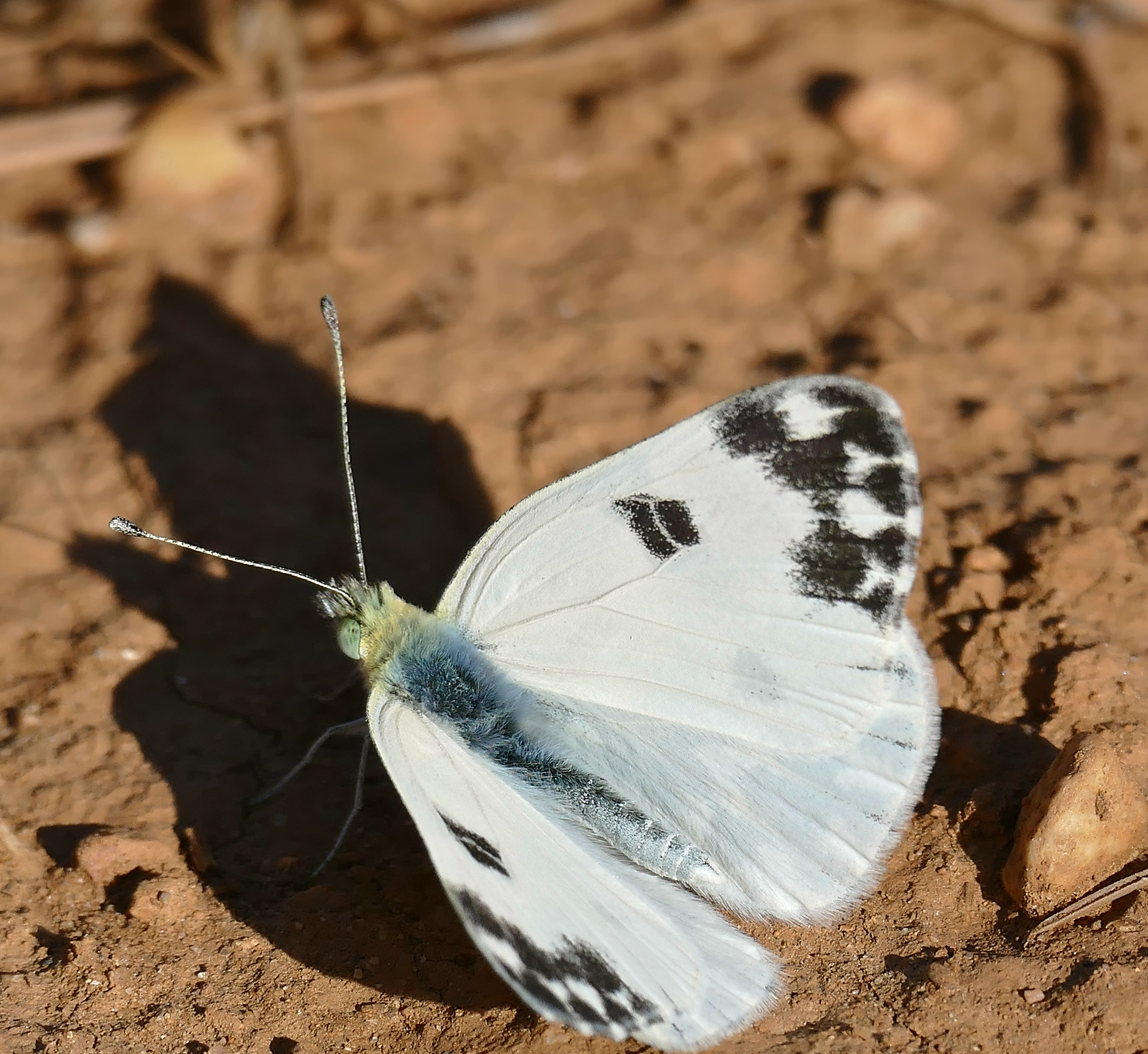
Dessus d'un mâle.
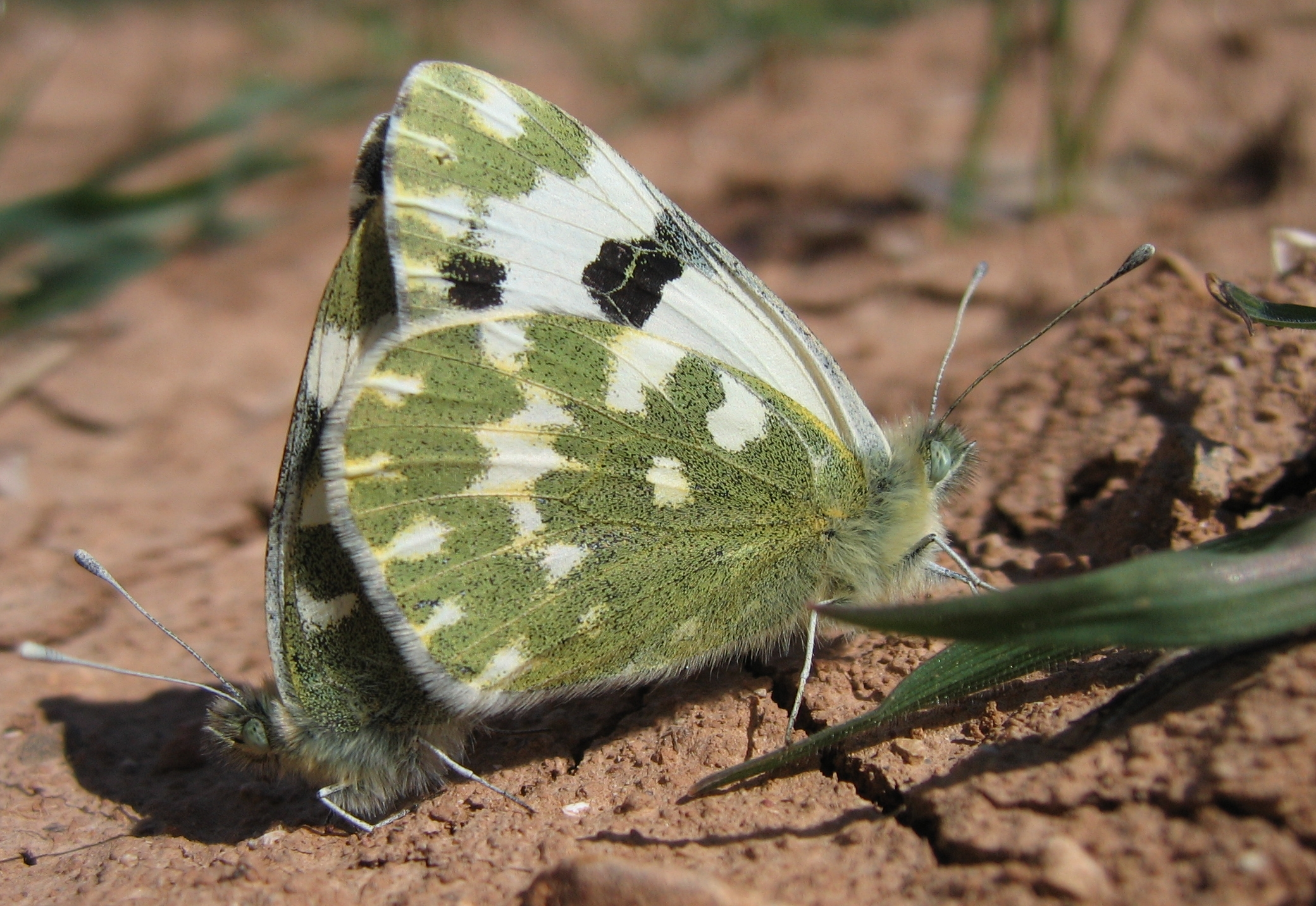
Accouplement.

### Chenille
La couleur principale de la chenille est le bleu-vert, avec une bande jaune sur les flancs. De nombreuses taches noires sont présentes en général sur les zones bleues.

## Biologie

### Voltinisme et cycle de vie
Cette espèce est multivoltine, produisant deux à quatre générations selon la latitude, et les adultes volent de mars à octobre. Sur la Côte d'Azur, le papillon peut être visible dès janvier et produire une cinquième génération partielle.
L'espèce hiverne au stade nymphal. 
Les œufs, de couleur orange, sont pondus isolément et ont un temps d'incubation de 7 jours. 
Les chenilles sont présentes de mai à octobre.
En fonction de la saison, la chrysalide peut soit donner un papillon en environ 15 jours (en été), soit d'abord hiverner. 

### Plantes hôtes
Les plantes hôtes de la chenille sont le Réséda jaune (Reseda lutea) et des brassicacées comme le Diplotaxis à feuilles étroites (Diplotaxis tenuifolia), le Tabouret perfolié (Thlaspi perfoliatum) et la Fausse roquette de France (Erucastrum gallicum).

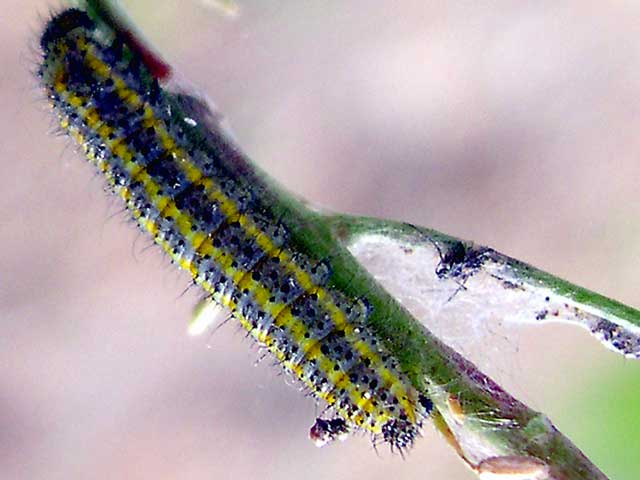
Chenille.
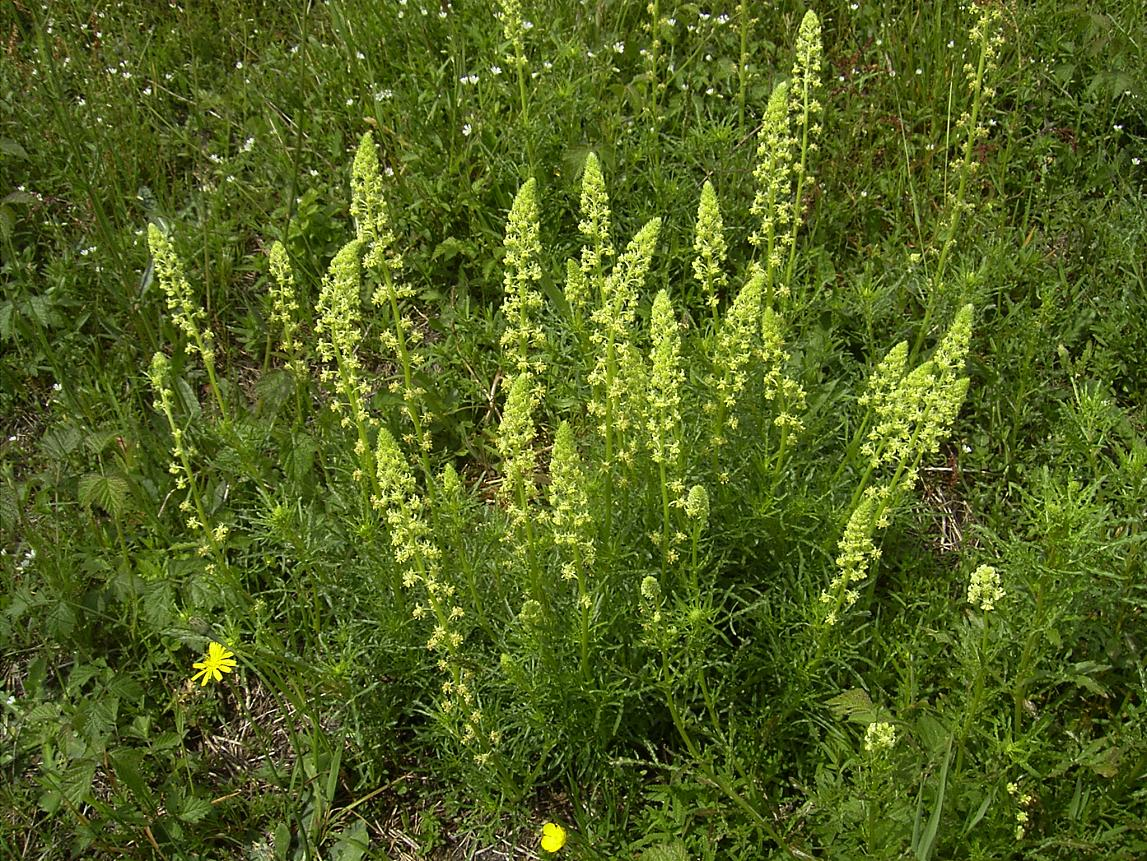
Réséda jaune.

## Distribution et biotopes

### Aire de répartition
Pontia daplidice est autochtone en Afrique du Nord, dans le Sud-Ouest de l'Europe (dans la péninsule Ibérique, la moitié sud de la France, aux îles Canaries, en Corse et en Sardaigne), au Moyen-Orient et en Asie jusqu'au Japon. 
Alors qu'avant 1980 elle était considérée comme résidente dans le Nord de la France, la Belgique et le Luxembourg, elle n'y possède plus de populations autochtones et n'est désormais plus qu'un migrateur rare dans ces zones.
Ses migrations peuvent parfois atteindre le Nord de l'Europe, notamment les îles Britanniques, parfois en grand nombre comme en 1945[réf. souhaitée].
Pontia daplidice est remplacée par l'espèce voisine Pontia edusa en Europe orientale et centrale et dans une partie du Moyen-Orient.

### Biotopes
Ce papillon fréquente les lieux fleuris, et apprécie notamment les luzernes, les crucifères et le réséda sauvage[réf. souhaitée].

## Systématique
L'espèce aujourd'hui appelée Pontia daplidice a été décrite par le naturaliste suédois Carl von Linné en 1758, sous le nom initial de Papilio daplidice.
Plusieurs sous-espèces ont été décrites, et sont plus ou moins reconnues en fonction des auteurs, certaines étant parfois attribuées à l'espèce voisine Pontia edusa :
- Pontia daplidice daplidice (Linnaeus, 1758)
- Pontia daplidice persica (Bienert, [1870])
- Pontia daplidice moorei (Röber, [1907])
- Pontia daplidice avidia (Fruhstorfer, 1908)
- Pontia daplidice amphimara (Fruhstorfer, 1908)
- Pontia daplidice nubicola (Fruhstorfer, 1908)
- Pontia daplidice laenas (Fruhstorfer, 1908)
- Pontia daplidice praeclara (Fruhstorfer)
- Pontia daplidice aethiops (de Joannis & Verity, 1913)
- Pontia daplidice iberidice Bryk, 1940
- Pontia daplidice belemida (Geyer, 1832)

## Protection
L'espèce n'a pas de statut de protection particulier en France.